# ソラリス (バス)
ソラリス（Solaris Bus & Coach S.A.）はバス、高速バス、トロリーバス、路面電車を製造するポーランドの大手車両メーカー。ポズナン近郊のボレホヴォ・オシェドレ（Bolechowo-Osiedle）とシロダ・ヴィエルコポルスカ（Środa Wielkopolska）に拠点がある。新興企業ながらポーランド最大の運送車両メーカーで、ヨーロッパで最も成長著しい企業の一つでもある。
この会社は会長のクシシュトフ・オルシェフスキとその妻で社長のソランゲ・オルシェフスカが夫婦で経営する同族会社。

## 歴史

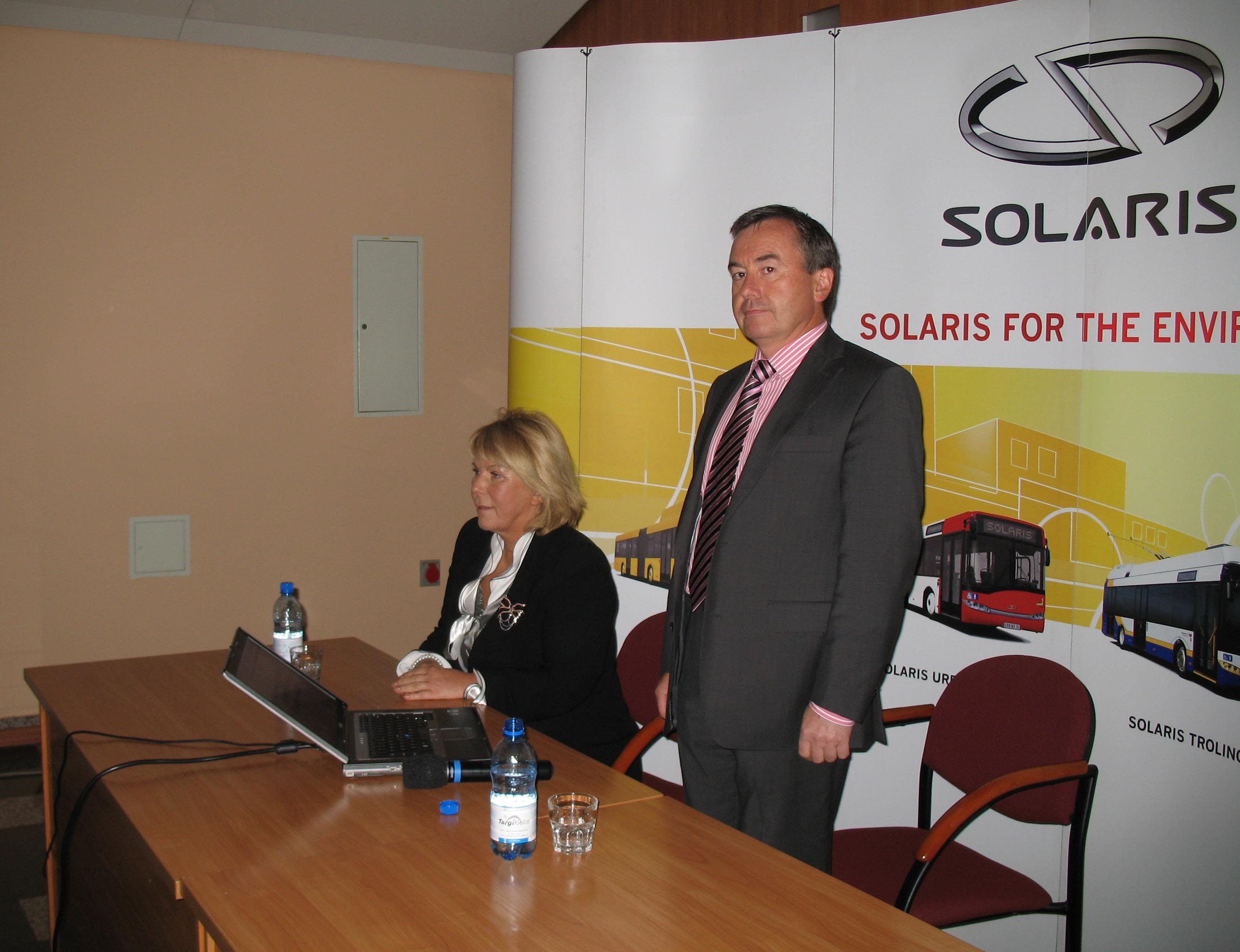
創業者であるクシシュトフ・オルシェフスキとソランゲ・オルシェフスカの夫妻

ソラリスの起源はポーランドがまだ共産主義体制であった1970年代に遡る。夫でエンジニアのクシシュトフ・オルシェフスキ（1951年ヴロツワフ生まれ、ワルシャワ工科大学卒）とその妻で歯科医のソランゲ・オルシェフスカ（1951年ワルシャワ生まれ、ワルシャワ医科大学卒）の2人は毎年夏になるとスウェーデンのストックホルムへ出稼ぎに行っていた。1976年から夫のクシシュトフはスウェーデンでは街の自動車修理工場で働き、修理工としての技術を身につけていった。1978年には娘のマウゴジャタが生まれ、1979年には息子のヤンが生まれた。1981年になると夫妻は自分の修理工場を持つことに決め、それまでスウェーデンで働いて大事に貯めたお金でポーランドに小さなガレージを購入し自動車修理工場を開いた。当時のポーランドはまだ共産主義体制を採っていたが、小規模の私企業の設立・経営は認められていた。
この年クシシュトフが西ベルリンへ車の部品を買いつけに出ていたちょうどそのとき、ポーランドで戒厳令が布告されてしまう。これではポーランドでは商売ができないと途方にくれたクシシュトフはそのまま西ベルリンに留まることにした。ソランゲも翌1982年にポーランドのガレージを売り払い、子供たちをポーランドにいる親たちに預けて西ベルリンへやってきて夫と合流した。
クシシュトフは西ベルリンで現地のバスメーカーであるゴットロプ・アウヴェルター（ネオプラン社の親会社）に開発担当の技術者として就職した。その後、勤務先のドイツ人たちが運動して西ドイツのハンス・ディートリヒ・ゲンシャー外相に働きかけ、オルシェフスキ夫妻はポーランドに置いてきた子供たちを1983年に西ベルリンに呼び寄せることができた。新しい就職先でその天才的な才能を開花させ新機構を次々に発明したクシシュトフは経営陣に認められみるみるうちに昇進していき、就職してからたった3年後の1985年にはついには創業家であるアウヴェルター家の一族の者しか就いたことのない高い地位であるベルリン工場長となったのである。クシシュトフは1994年にポーランドへ戻り、ゴットロプ・アウヴェルター社をワルシャワ証券取引所に上場させた。さらに同年、夫妻は自分たちでお金を出し合い、100%ポーランド資本のネオプラン・ポーランド社を創業した。
ネオプラン・ポーランドはネオプランやその提携先のMANの路線バスの輸入業者であった。当初クシシュトフはまだベルリン工場長であり、平日はベルリンで働き、週末はポーランドに戻り国内を駆け回って営業活動をした。1995年にポズナン市が72台の「MAN」ブランドのバスを購入することを決定すると、クシシュトフはポーランドで自前の工場を建てて車両を製造することを思いつき、これをゴットロプ・アウヴェルター社に話をもちかけたところ快く承諾された。
1996年1月、ネオプラン・ポーランド社はゴットロプ・アウヴェルター社の協力のもと路線バスのライセンス生産を開始した。ネオプラン・ポーランドの車両はすぐにポーランド国内シェアの50%を獲得した。1999年には独自開発した路線バス（モデル名：ウルビーノ）の販売を開始した。ネオプラン・ポーランドは2001年9月1日にソラリス・バス＆コーチ有限会社（Solaris Bus & Coach Sp. Z o.o.）に社名変更した。2005年には有限会社（Sp z o.o.）から株式会社（S.A.）に変更された。
ソラリスは1990年代にはすでに独自の研究所を設立し、スペースシャトル設計用のコンピュータ・ソフトウェアを導入して開発を開始していた。このソフトウェアにより設計期間が大幅に短縮され、新型車が6ヶ月で設計できるようになった。
ソラリスはヨーロッパ市場で最も若いバスメーカーの一つであるが、既にかなりの成功を収めている。ベルギーのコルトレイクバス・ワールド・ショーでは数々の受賞歴がある。トロリーバスではハンガリーのガンツ社、フランスのCegelec（旧アルストム）社のチェコ事業所、ポーランドのメッドコム（Medcom）社といった電気機器メーカーと共同で車両を開発している。
ハイブリッドバスにおいてはソラリスはヨーロッパ初のハイブリッドバスであるソラリス・ウルビーノ18・ハイブリッド（Solaris Urbino 18 Hybrid）を開発、販売した。このモデルは2008年11月にポズナンの市バスに採用された。
2008年10月16日、クシシュトフ・オルシェフスキの妻で歯科医の資格を持つソランゲ・オルシェフスカ副社長（営業担当,
ソラリス・ドイッチュラント社長）がソラリス社の社長に就任。
2007年の時点でソラリスの従業員数は1200人であったが、2009年には1600人にまで増員されている。年間生産台数は1000台から1200台。

## 製品の納入先
ソラリスはディーゼルないし天然ガス（CNG）方式のバスをヨーロッパの多くの都市に納入している。具体的にはフランス（パリ市、バイヨンヌ市、ナルボンヌ市）、デンマーク、ドイツ（ベルリン市、ボーフム市、カッセル市）、ラトビア（リガ市、ダウガフピルス市）、ポーランド（ワルシャワ市、シュチェチン市、ルブリン市、グディニャ市、ラドム市、ジェシュフ市、ポズナン市、クラクフ市、ティヒ市、チェンストホヴァ市）、ギリシャ（アテネ市）、アラブ首長国連邦（ドバイ）などである。
トロリーバスではエストニア（タリン市）、ハンガリー（ブダペスト市、デブレツェン市）、チェコ（オパヴァ市、オストラヴァ市）、スロバキア（ブラチスラヴァ市、コシツェ市）、イタリア（ローマ市、ナポリ市、サンレモ市）、ラトビア（リガ市）、リトアニア（カウナス市、ヴィリニュス市）、スウェーデン（ラントスクローナ市）、スイス（ヴィンタートゥール市、ラ・ショー＝ド＝フォン市）などに納入している。
トラム（路面電車）は2009年10月には最終プロトタイプの「トラミーノ」車両が完成しており、これがほぼ生産モデルとなる。当初は国内北西部にあるシュチェチン市への納入を目指したが、市の入札でポーランドの国内ライバルメーカー「ペサ（PESA）」に敗北した。その後ソラリスは国内中西部のポズナン市が行った入札でトラミーノ40両の注文を獲得した。この40両の納入は2011年3月から2012年にかけて行われる。

## 製品
現行モデル：
- アルピーノ（Alpino） - 市内バス
- アルピーノ 8.9LE（Alpino 8,9LE） - 市内バス（低床バス）

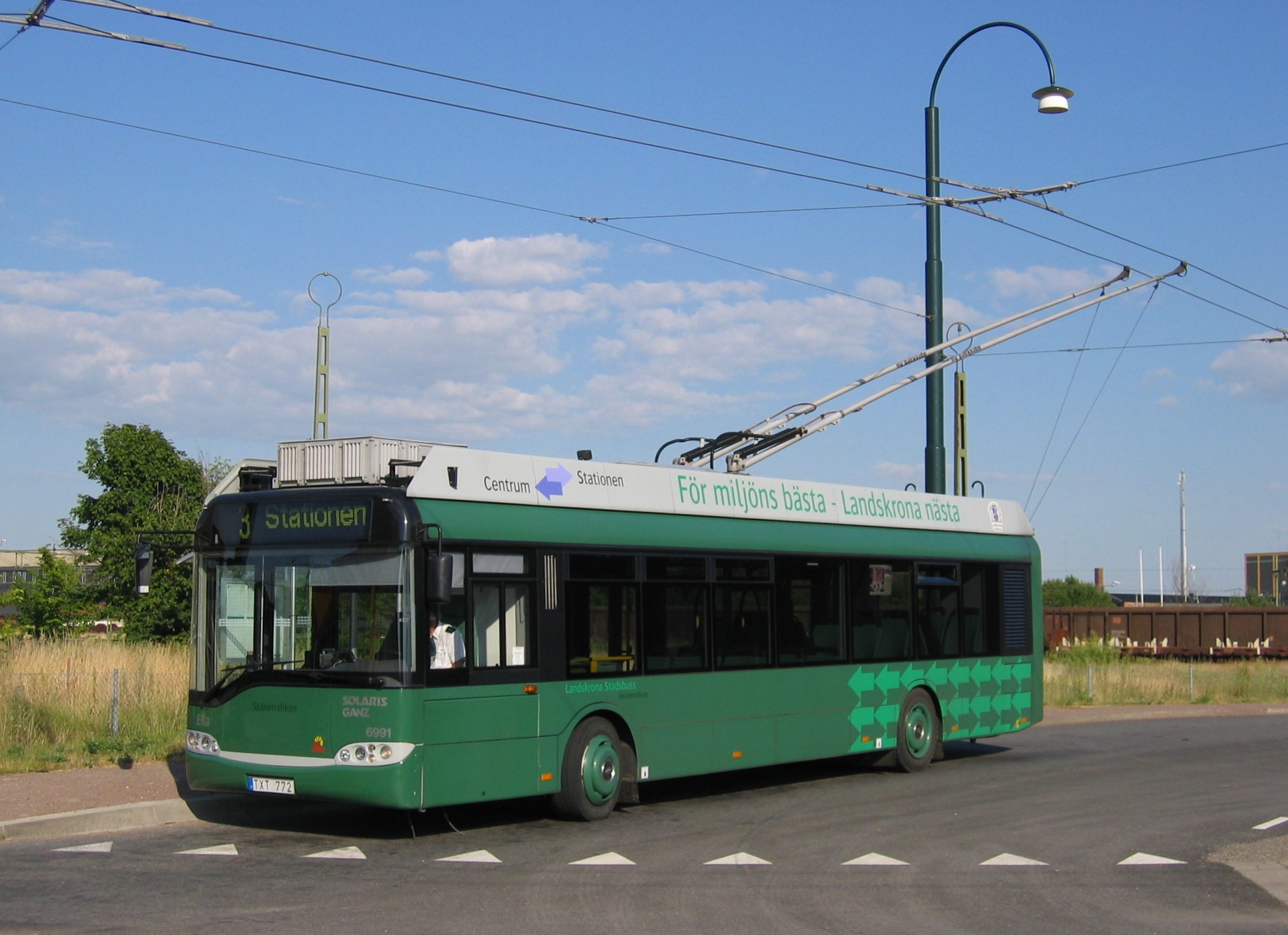
ウルビーノ 10/12/15/18/18 ハイブリッド（Urbino 10/12/15/18/18 Hybrid） - 市内バス
- ウルビーノ 12LE （Urbino 12LE） – 市内バス（低床バス）
- ウルビーノ 15LE （Urbino 15LE）– 市内バス（低床バス）
- インテルウルビーノ 12  （InterUrbino 12）– 都市間バス
- ヴァカンザ 12 （Vacanza 12） – 高速バス
- ヴァカンザ 13 （Vacanza 13） - 高速バス
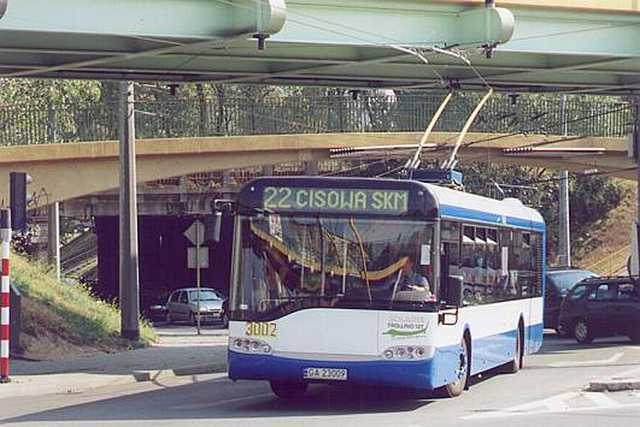
トロリーノ 15 （Trollino 15）- トロリーバス
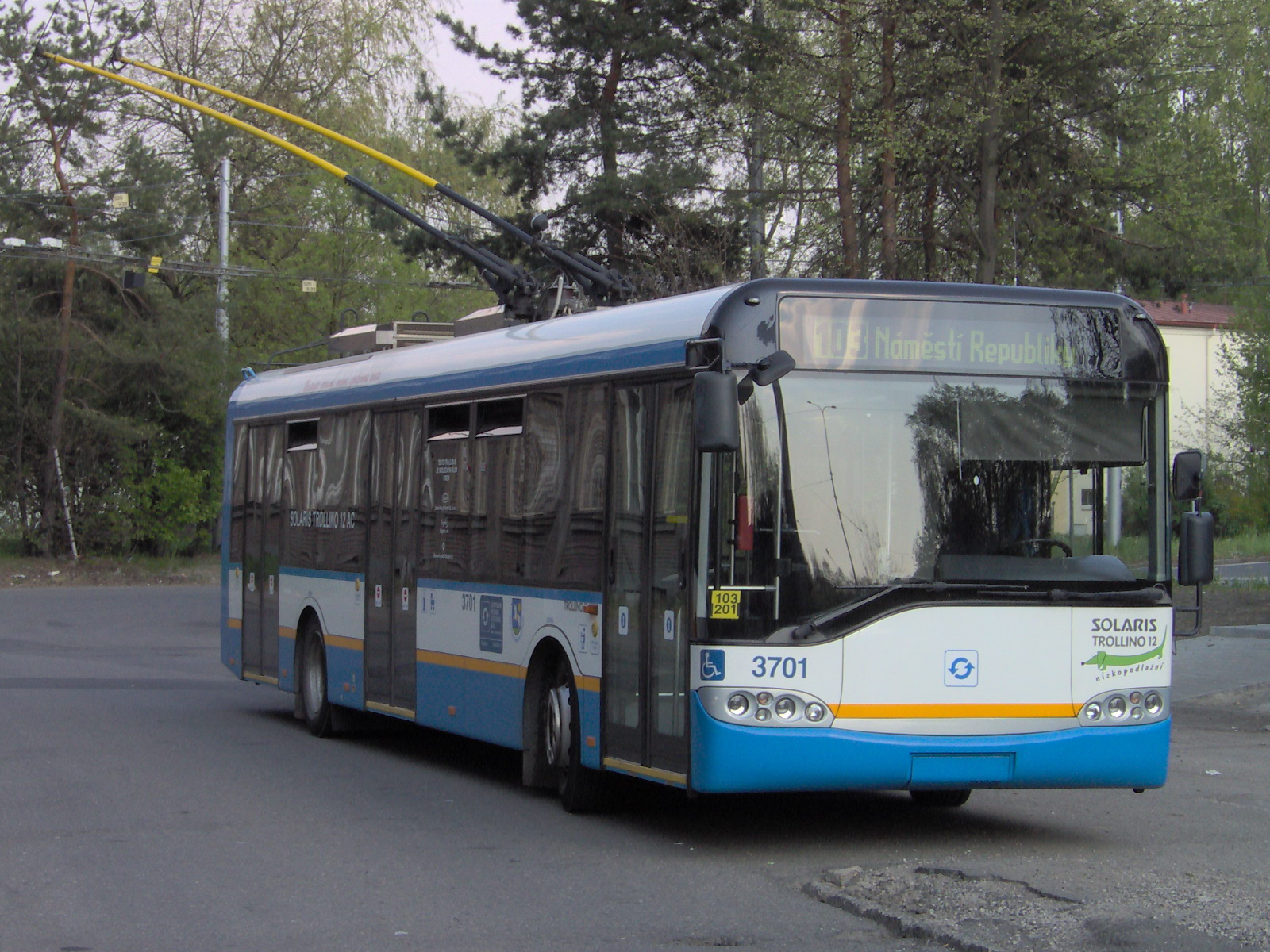
トロリーノ12 チェコ、オストラヴァ市
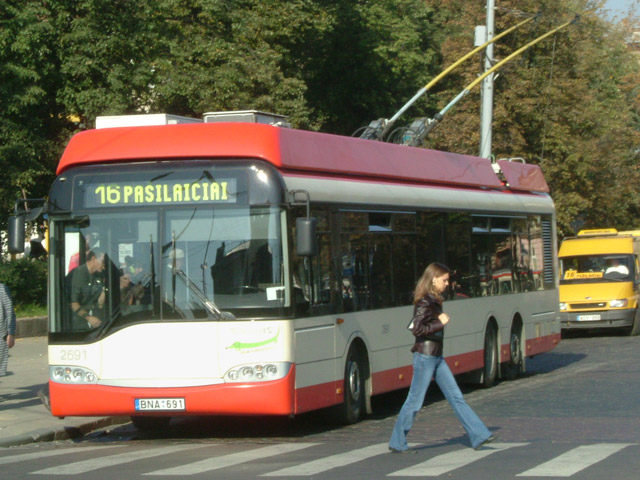
トロリーノ 18 （Trollino 18）- トロリーバス
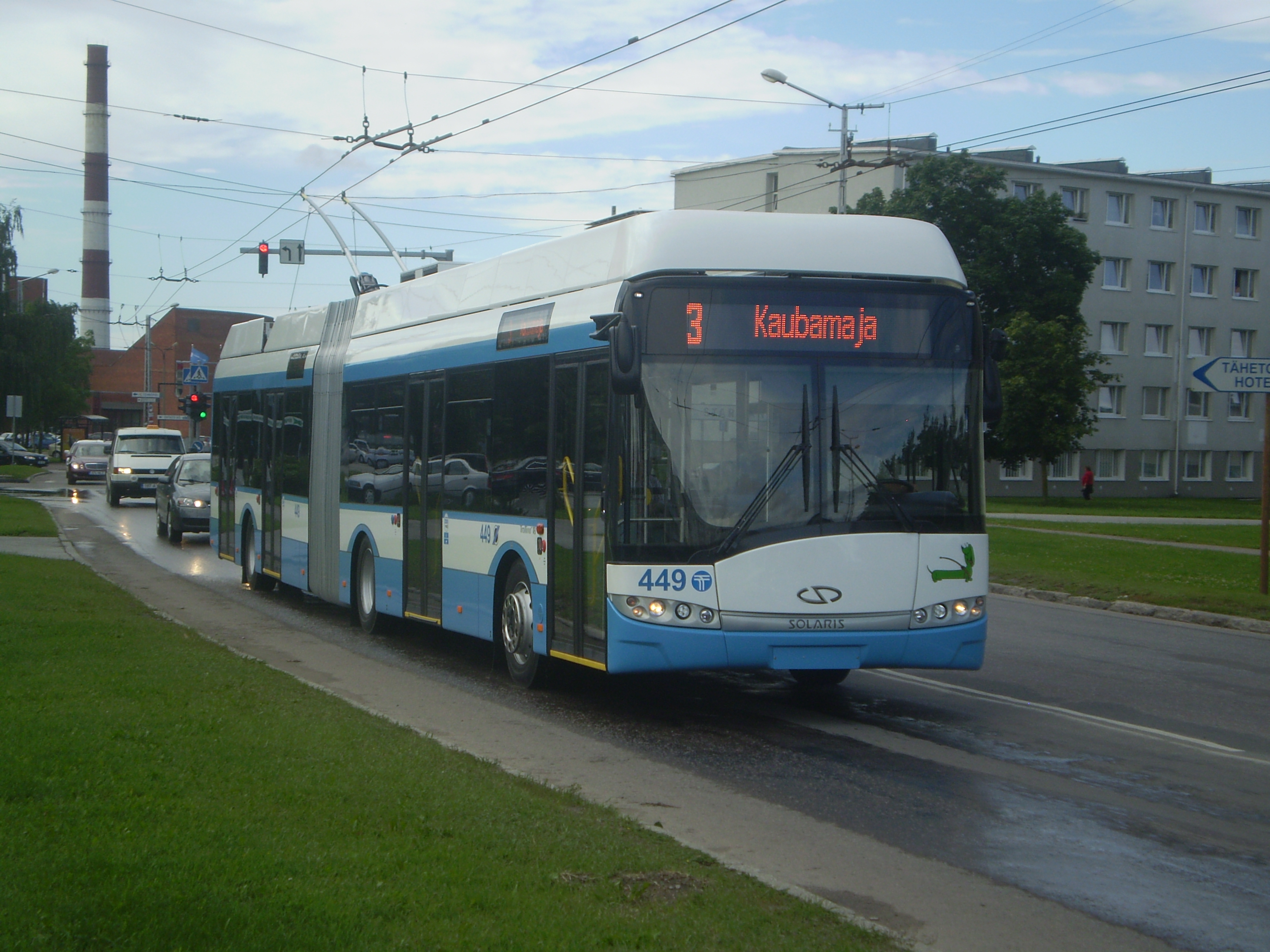
トロリーノ18AC（Trollino 18AC） エストニア、タリン市
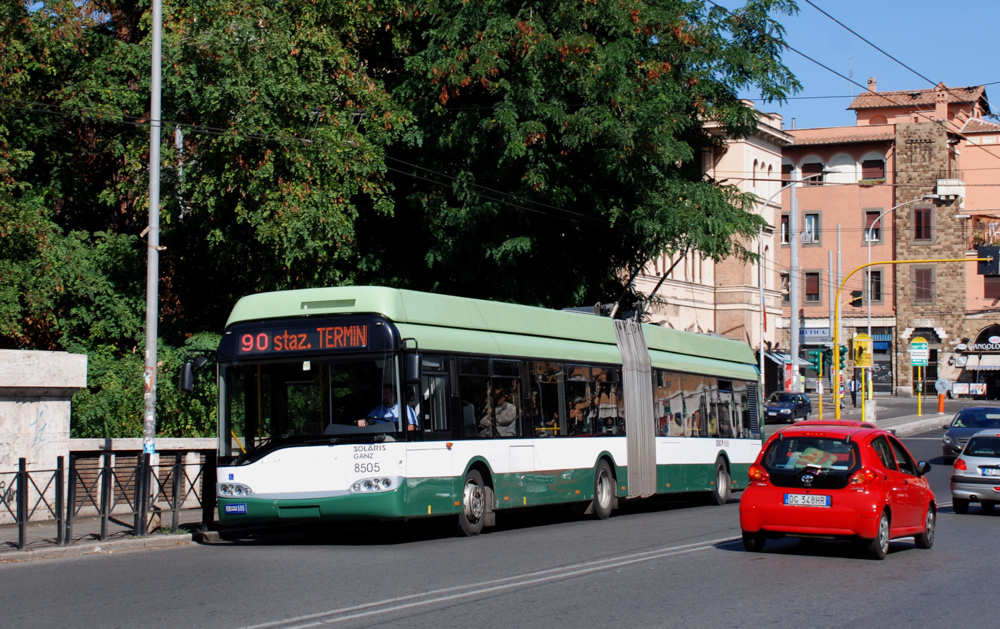
トロリーノ18T（Trollino 18T） イタリア、ローマ市

- トラミーノ （Tramino）　– 路面電車

旧モデル：
- ウルビーノ 19 （Urbino 19） – 市内バス
- ヴァレッタ （Valletta） – 市内バス

ウルビーノ・シリーズ

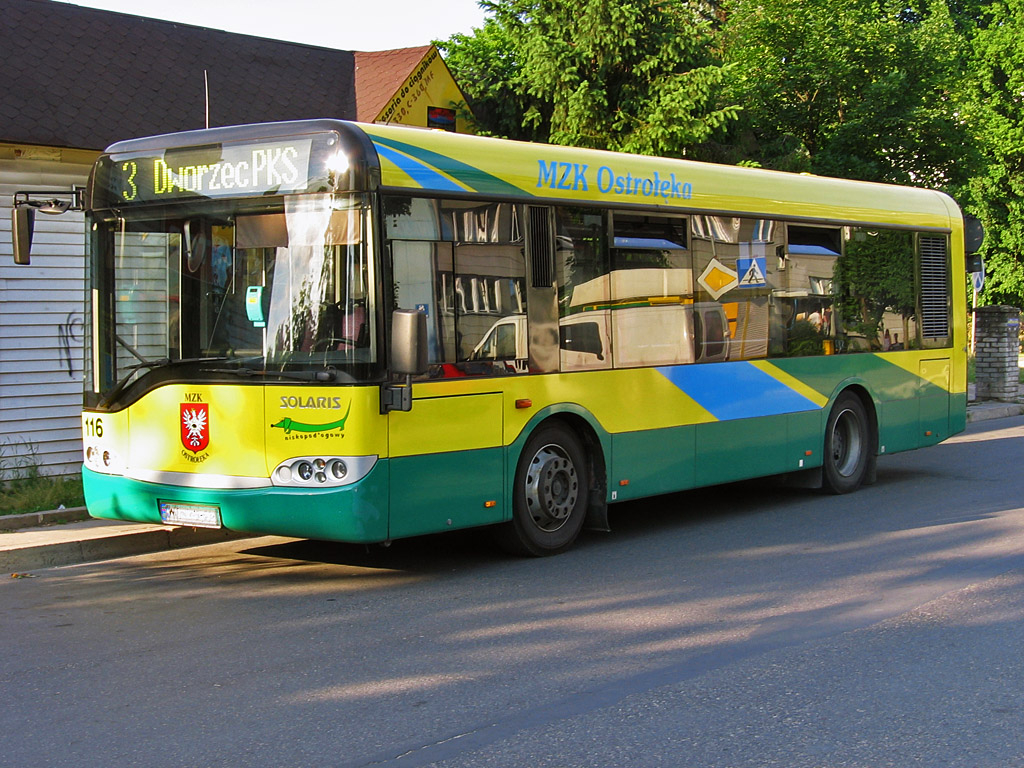
ウルビーノ9（Urbino 9） ポーランド、オストロウェンカ市 (2000年)
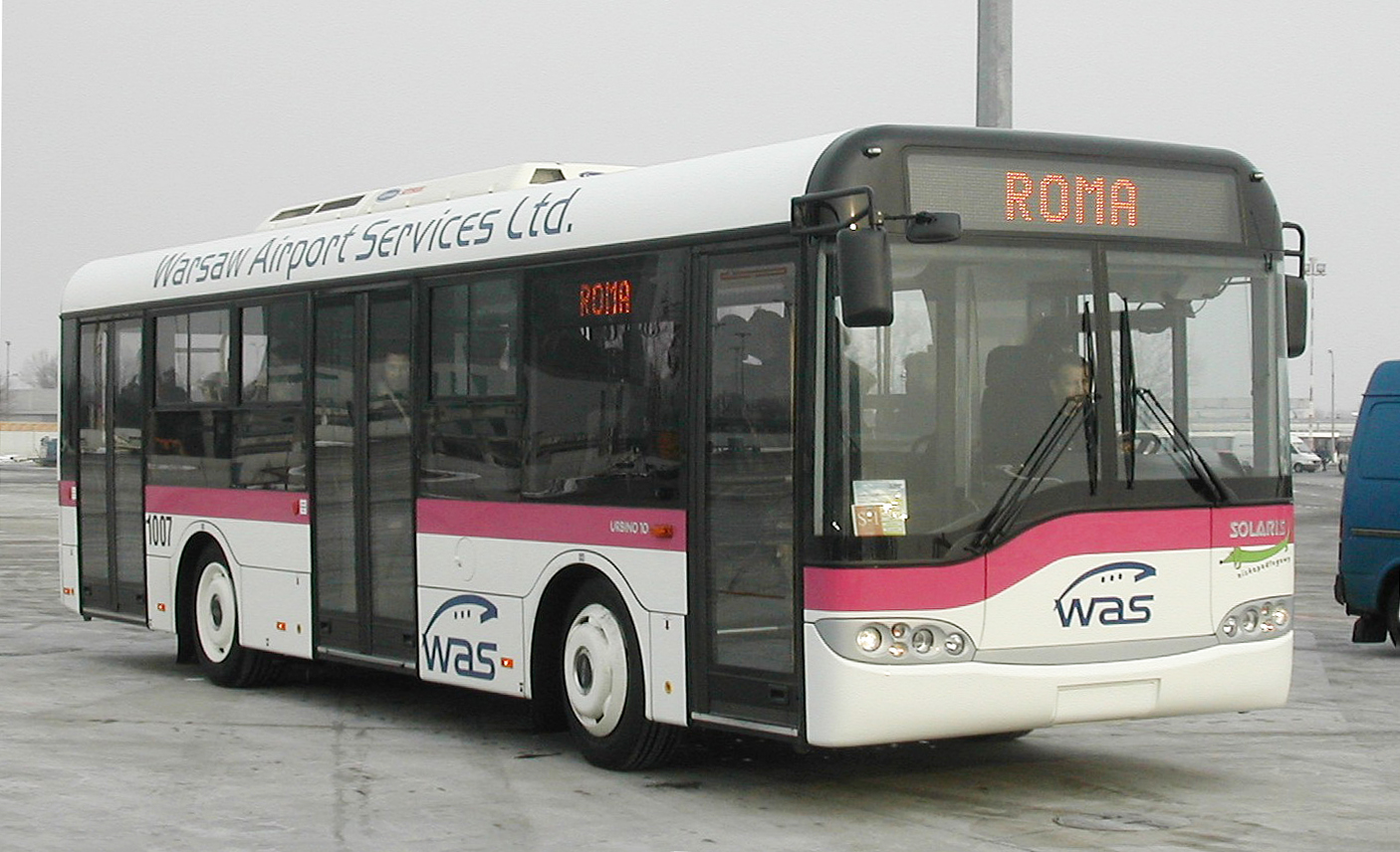
ウルビーノ10（Urbino 10） ポーランド、ワルシャワ市
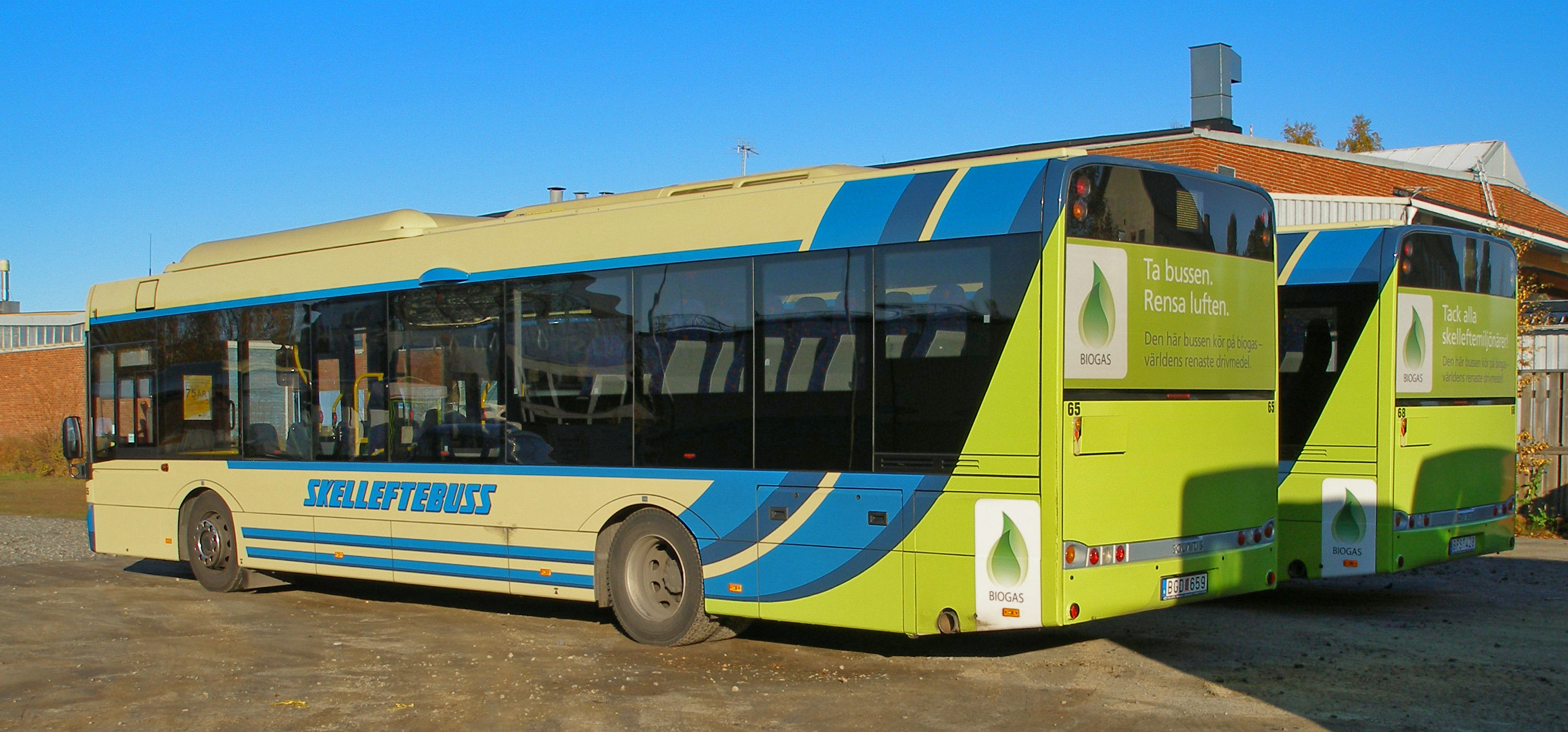
ウルビーノ12LE（Urbino 12 LE）バイオガス車 スウェーデン、シェレフテオ市
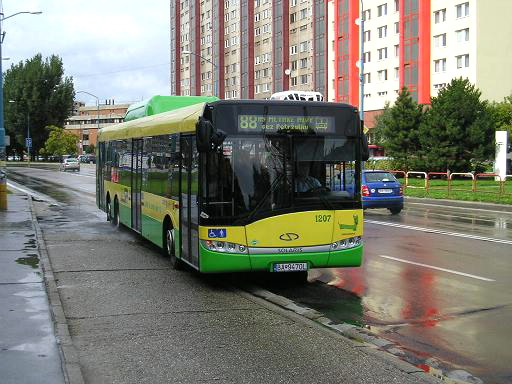
ウルビーノ15 CNG III（Urbino 15 CNG III） スロバキア、ブラチスラヴァ市

ウルビーノ12・シリーズ

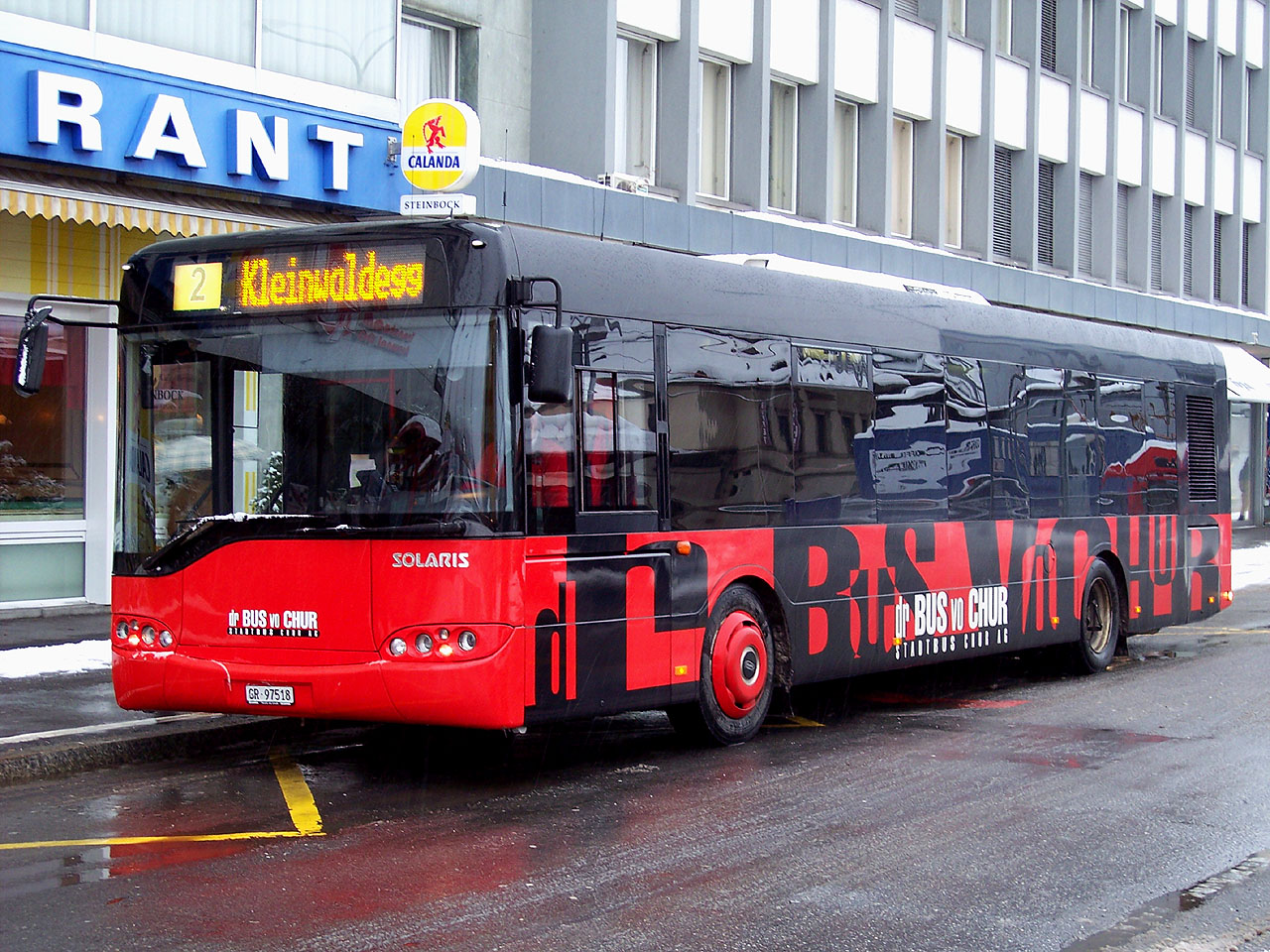
ウルビーノ12（Urbino 12） スイス、クール市
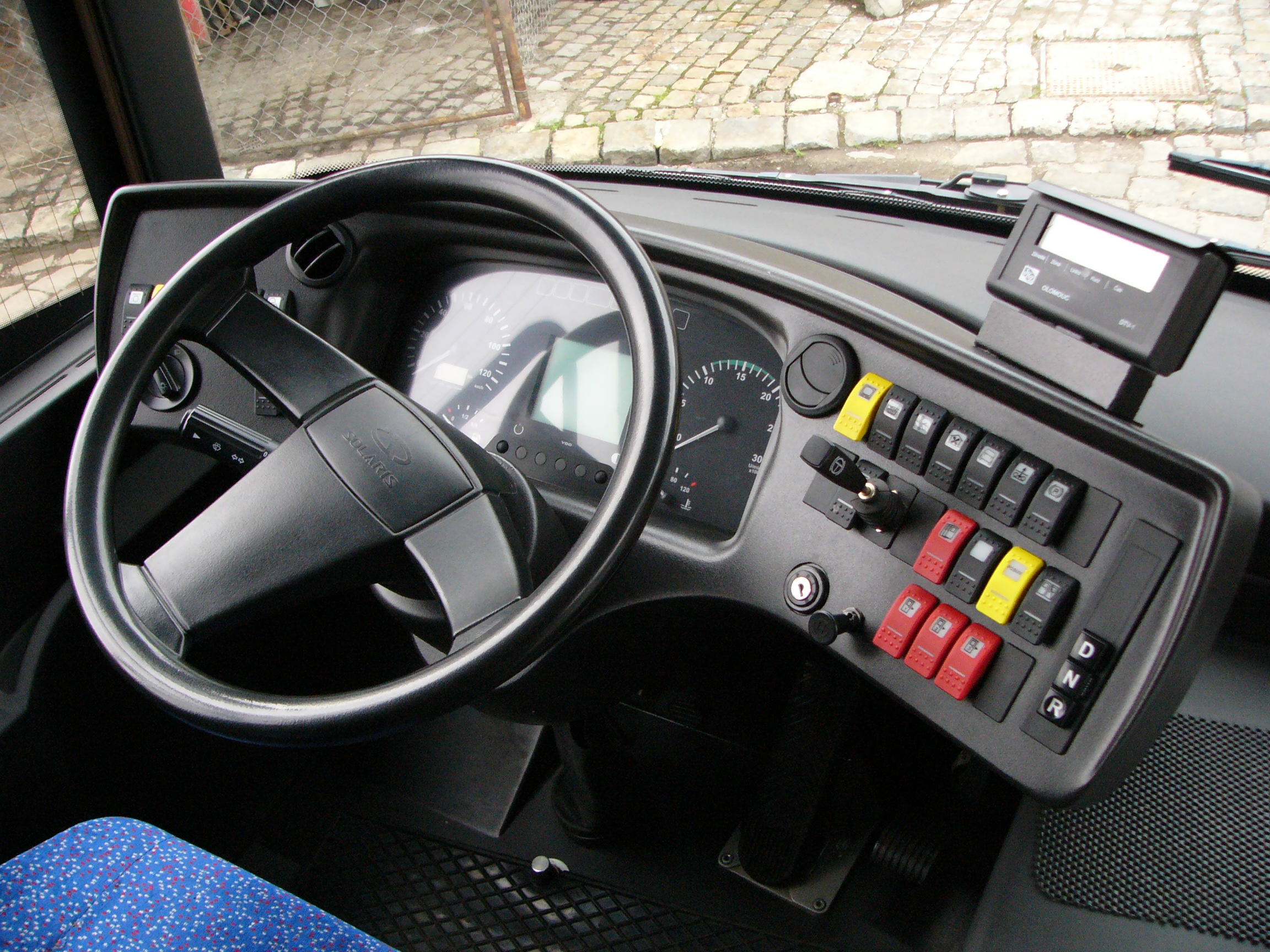
ウルビーノ12の運転席
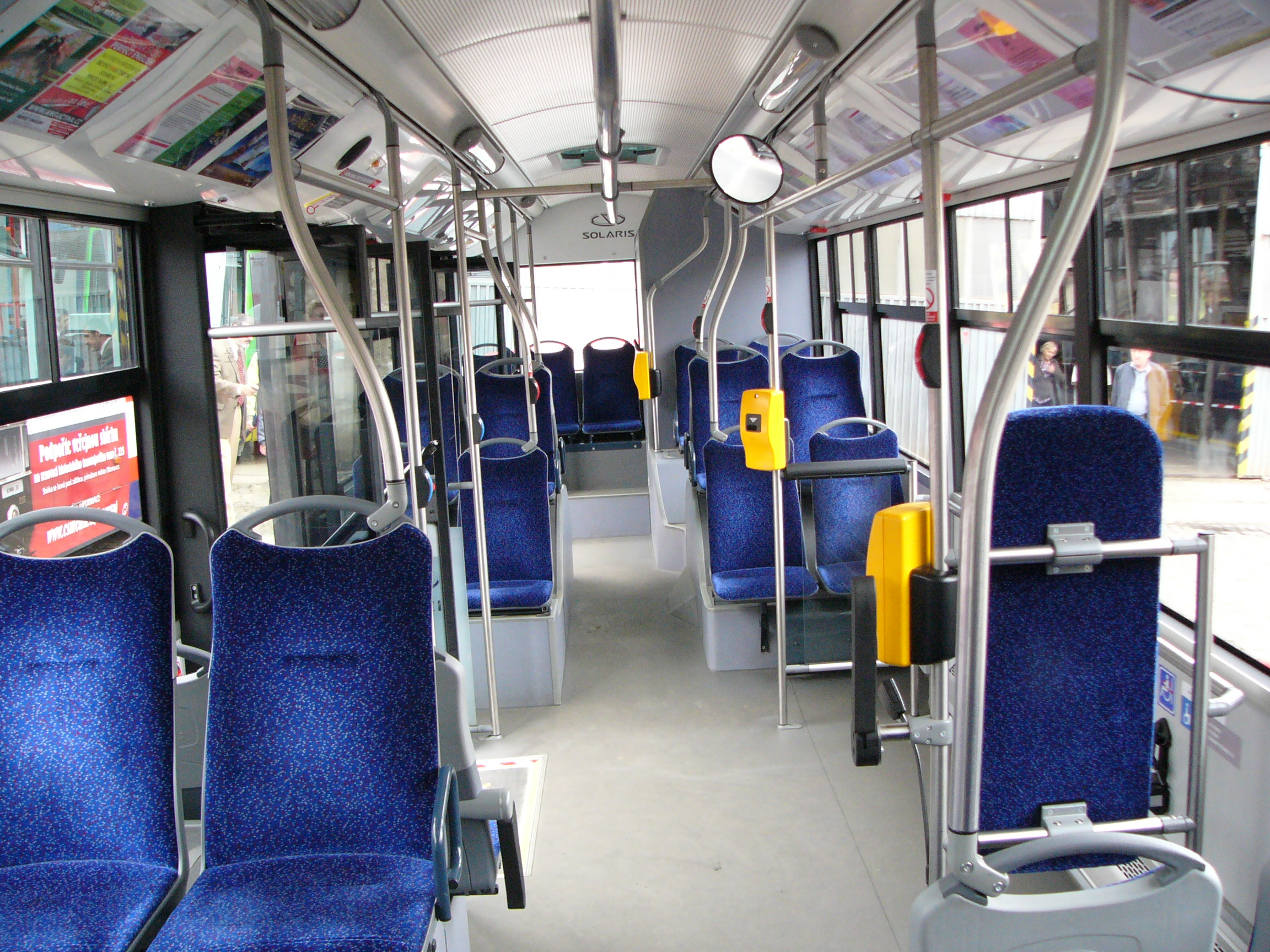
ウルビーノ12の車内
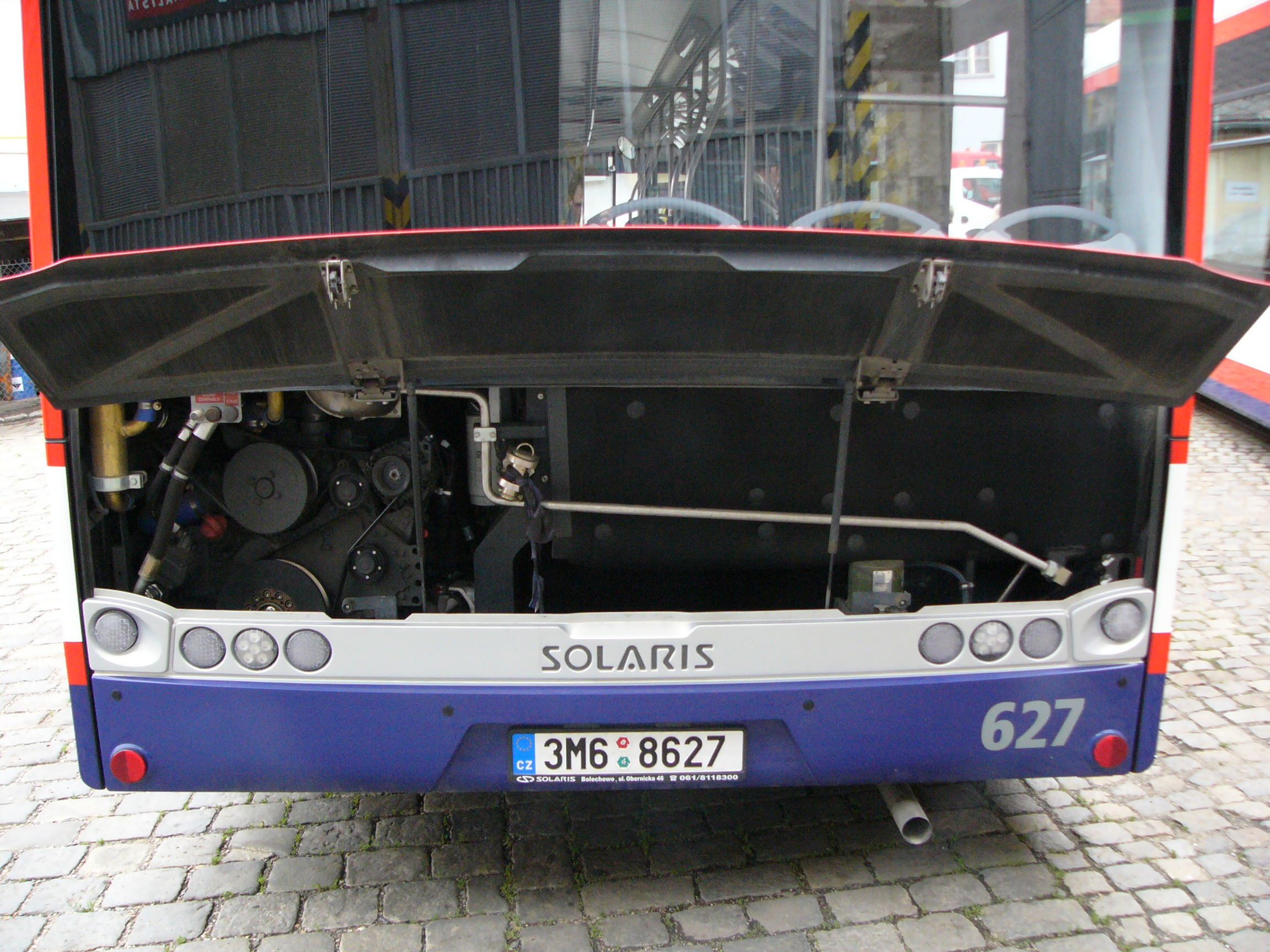
ウルビーノ12のエンジン

ウルビーノ18・シリーズ

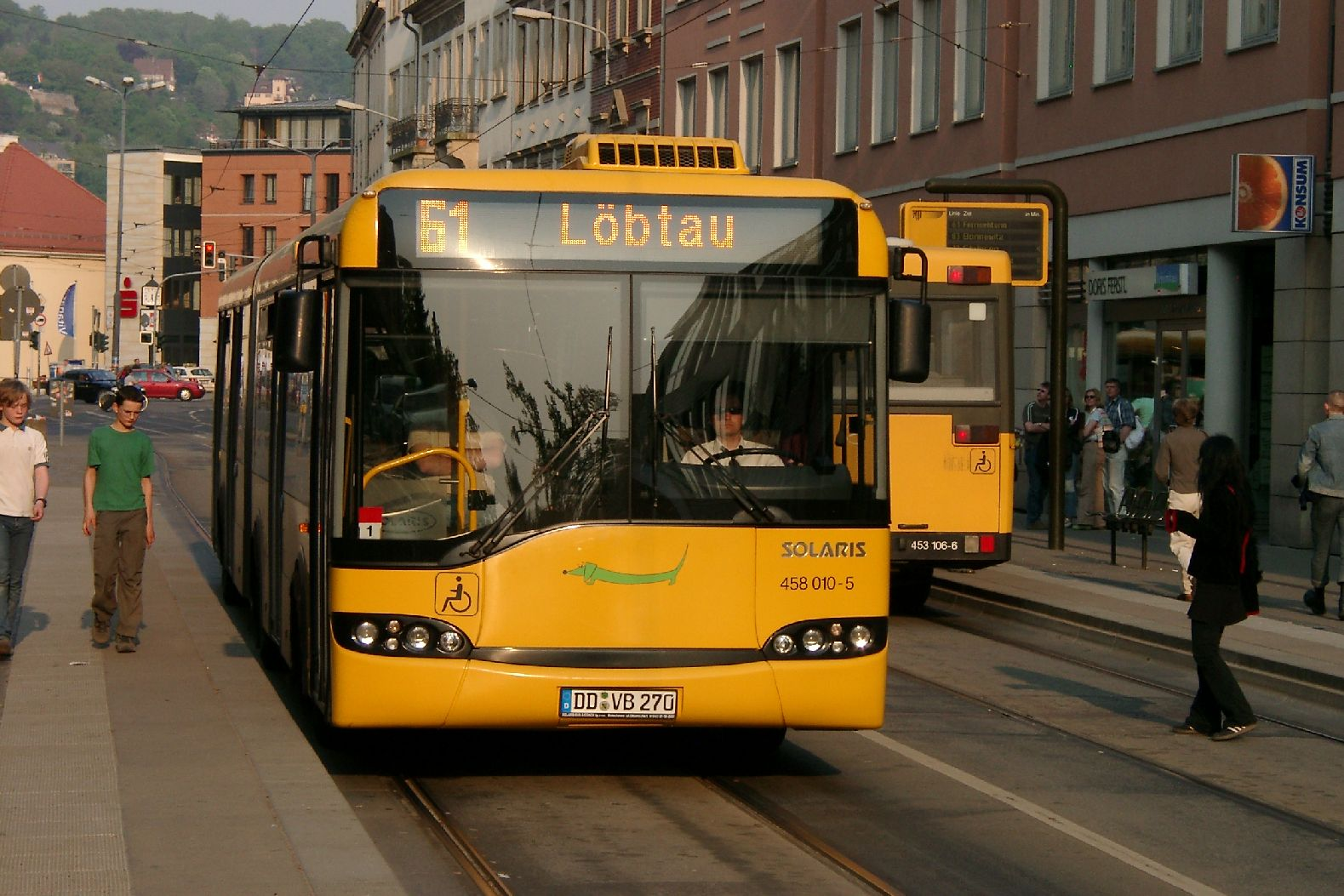
ウルビーノ18（Urbino 18） ドイツ、ドレスデン市
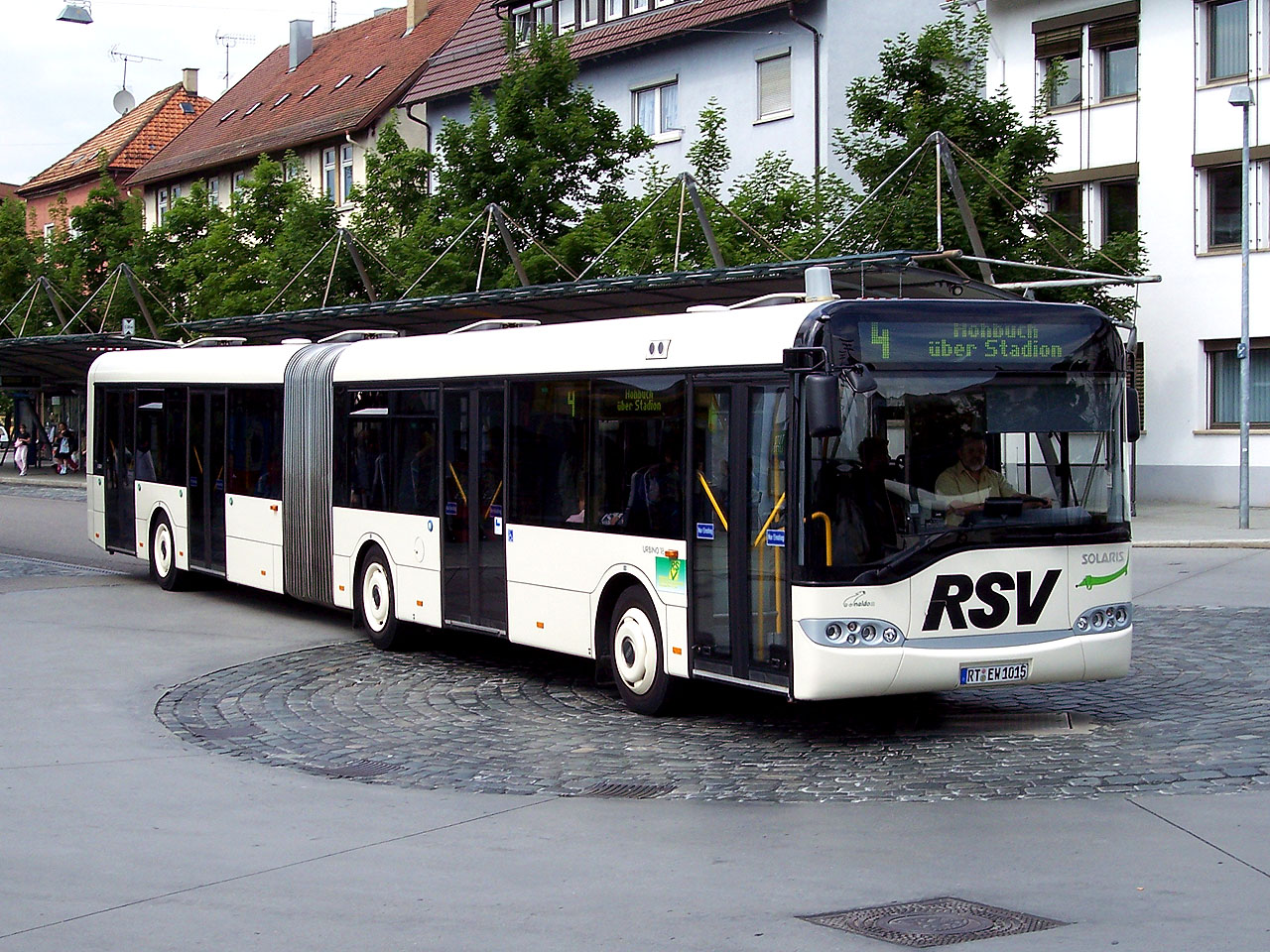
ウルビーノ18 ドイツ、ロイトリンゲン市
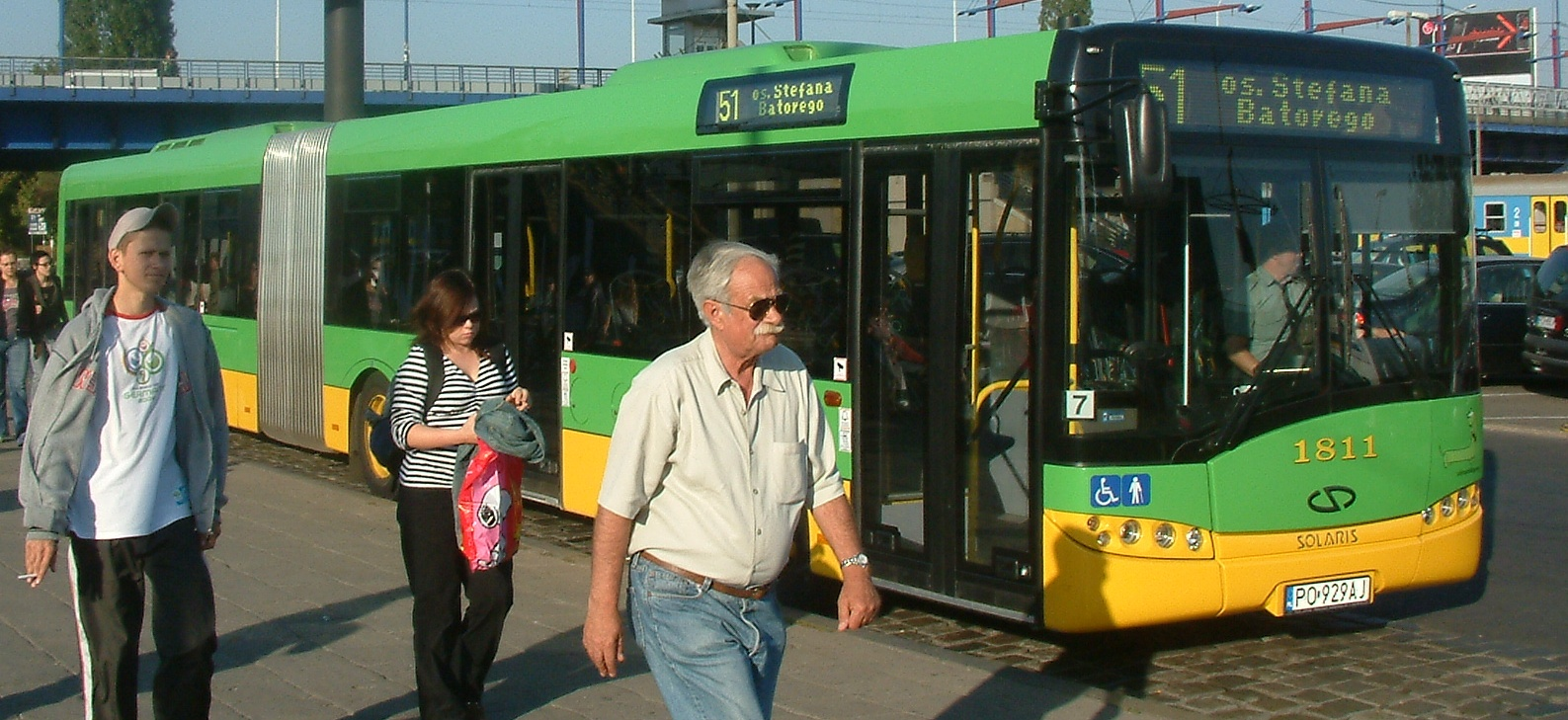
ウルビーノ18 ポーランド、ポズナン市
ウルビーノ18ハイブリッド（Urbino 18 Hybrid）の2代目モデル ドイツ、ブレーメン市
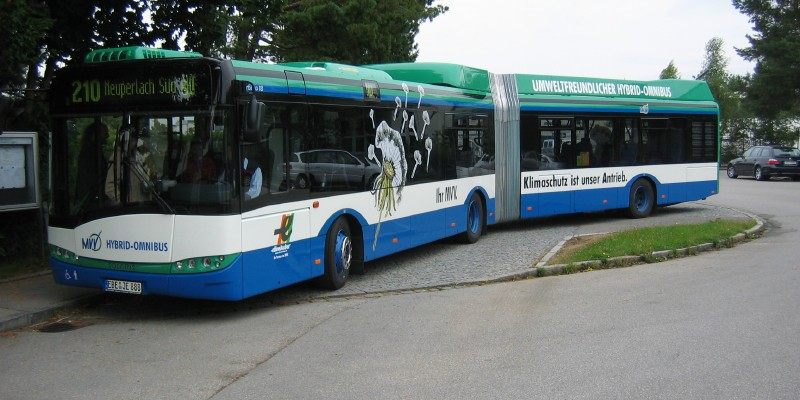
ウルビーノ18ハイブリッドの2代目モデル ドイツ、グロン市

ヴァカンザ・シリーズ、ヴァレッタ・シリーズ

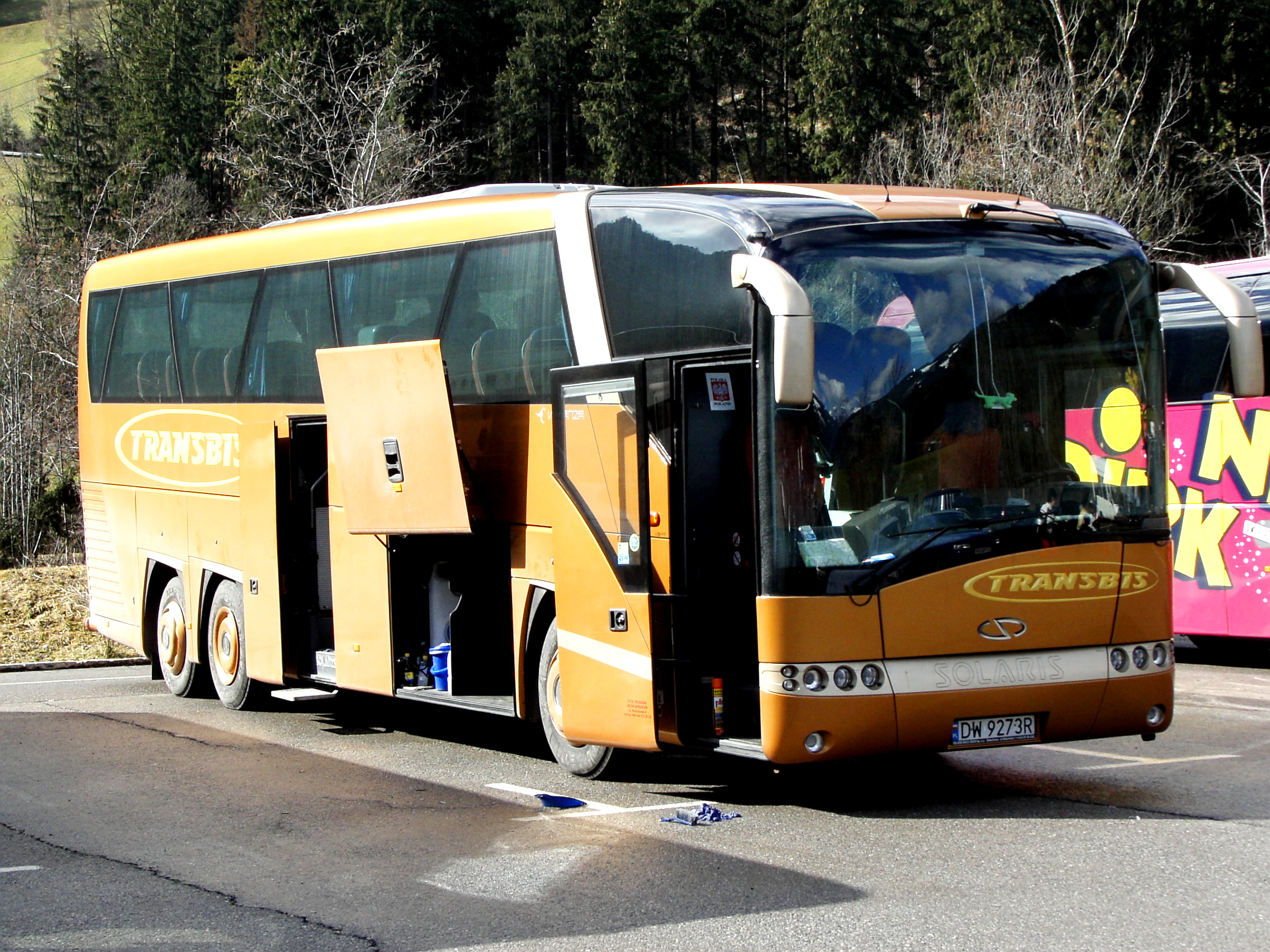
ヴァカンザ13（Vacanza 13） オーストリアにて
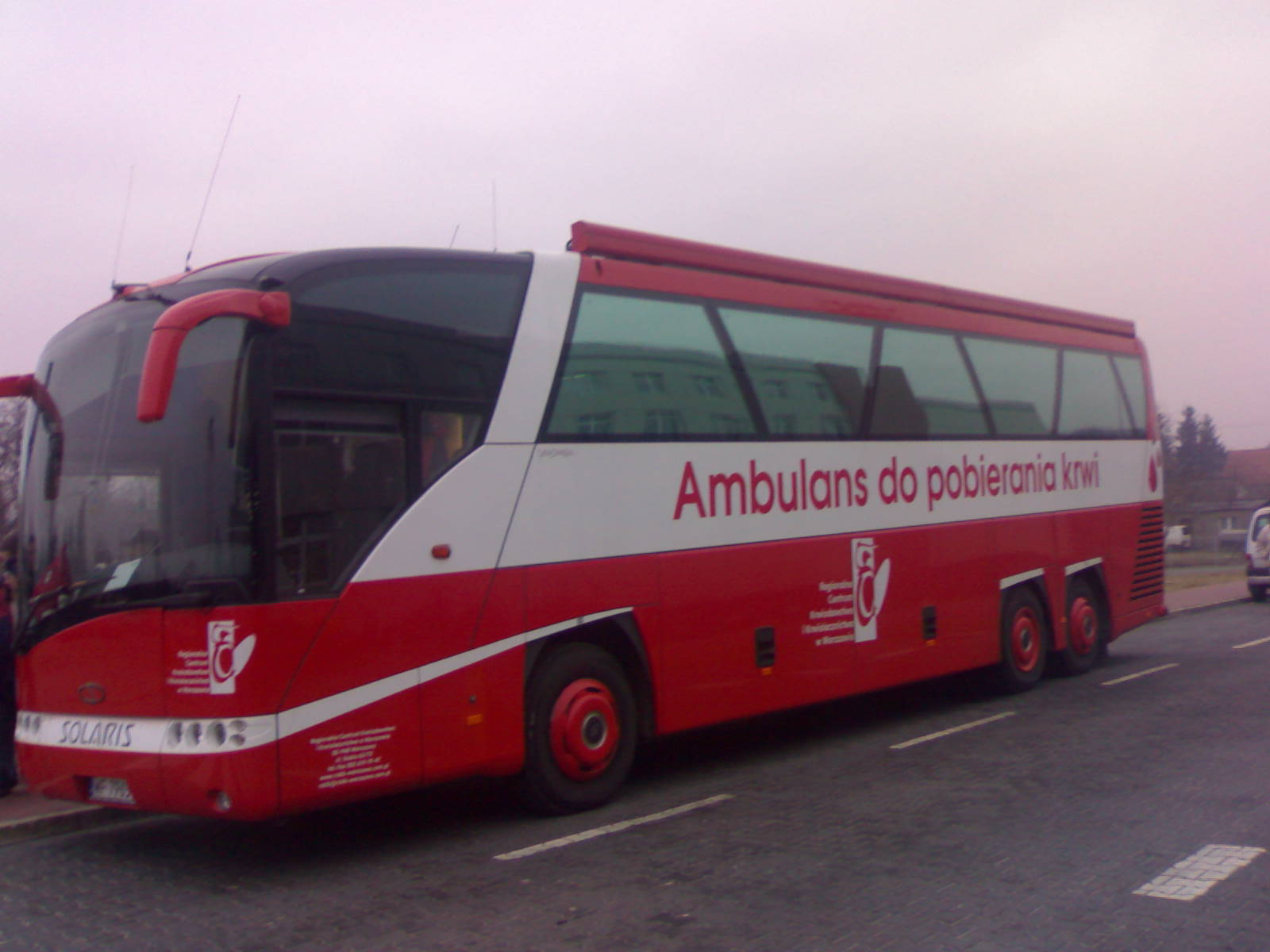
ヴァカンザ13献血車 市民は「ヴァンピロブス」 （ヴァンパイア・バス＝吸血鬼バス）と呼ぶ グロジスク・マゾヴィエツキ市
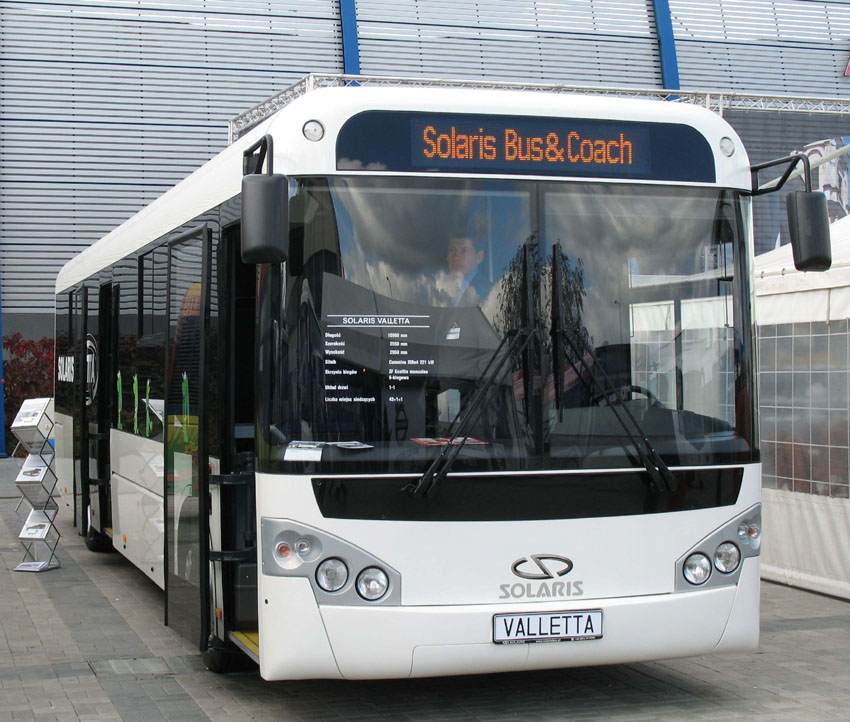
ヴァレッタ（Valletta） ポーランド、キェルツェ市の交通博覧会にて
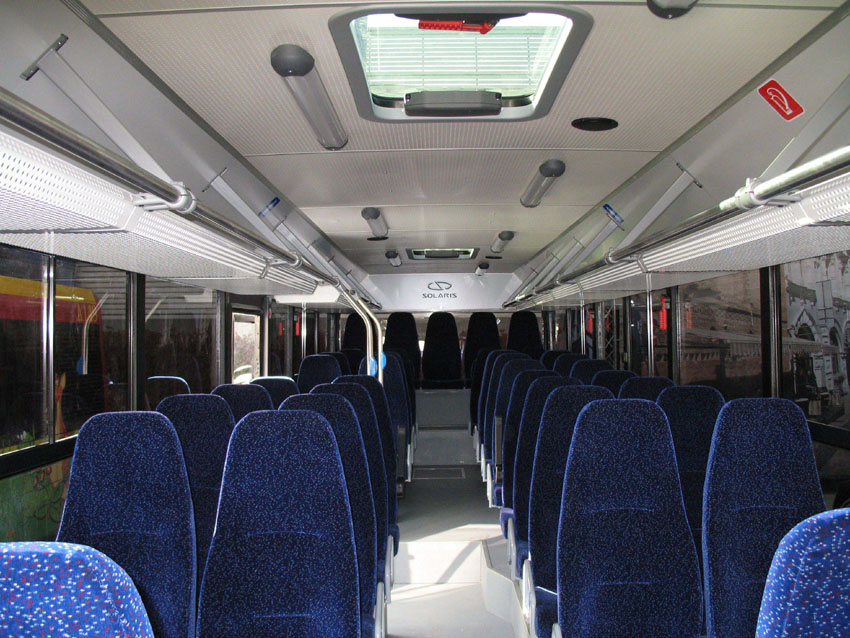
ヴァレッタの車内

トロリーノ・シリーズ
- トロリーノ12（Trollino 12）
スウェーデン、ランズクルーナ市
- トロリーノ12T（Trollino 12T）
ポーランド、グディニャ市
- トロリーノ12
チェコ、オストラヴァ市
- トロリーノ15（Trollino 15）
リトアニア、ヴィリニュス市
- トロリーノ18AC（Trollino 18AC）
エストニア、タリン市
- トロリーノ18T（Trollino 18T）
イタリア、ローマ市

トラミーノ・シリーズ

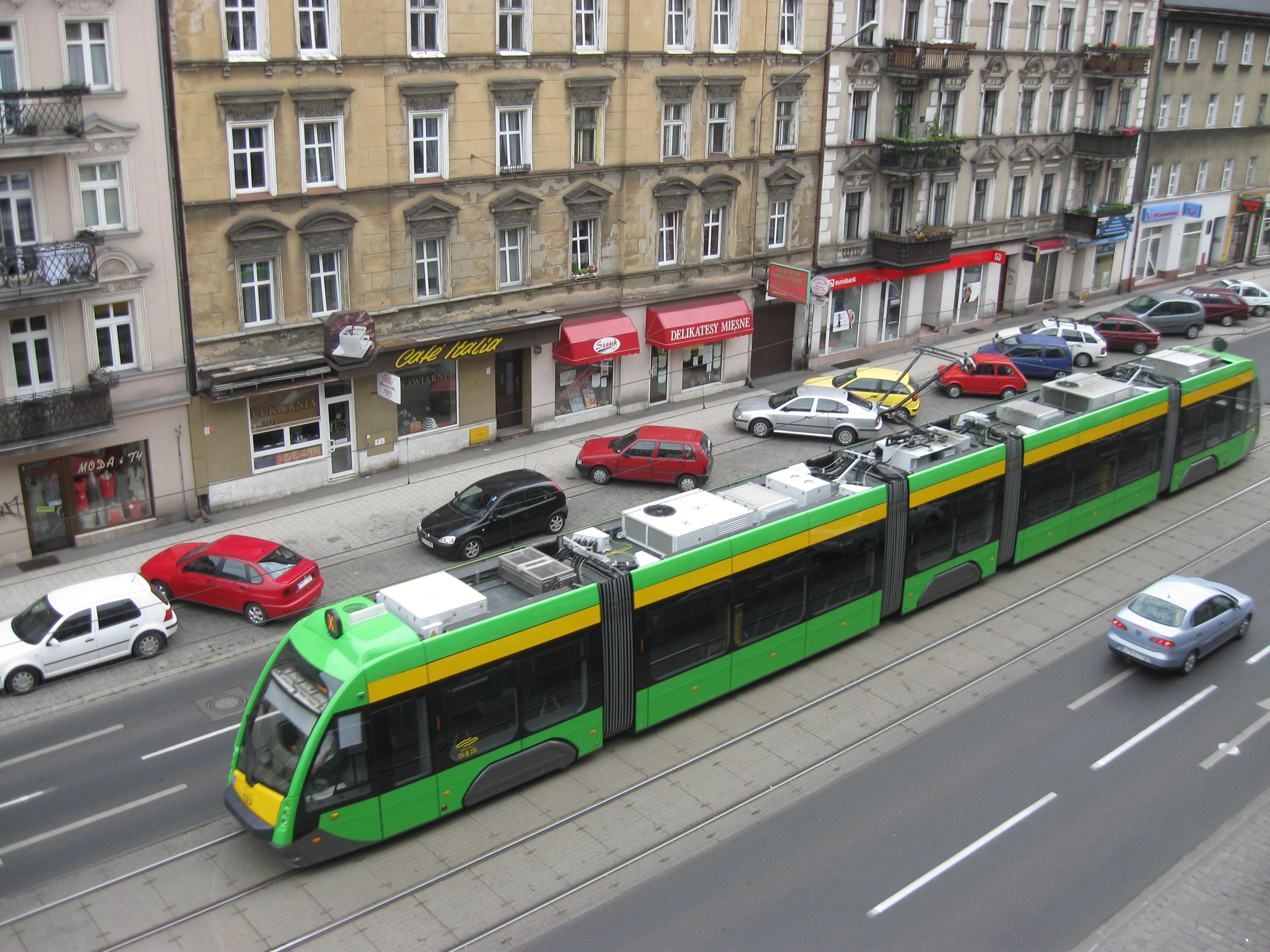
トラミーノ（Tramino）のポズナン市での運行車両
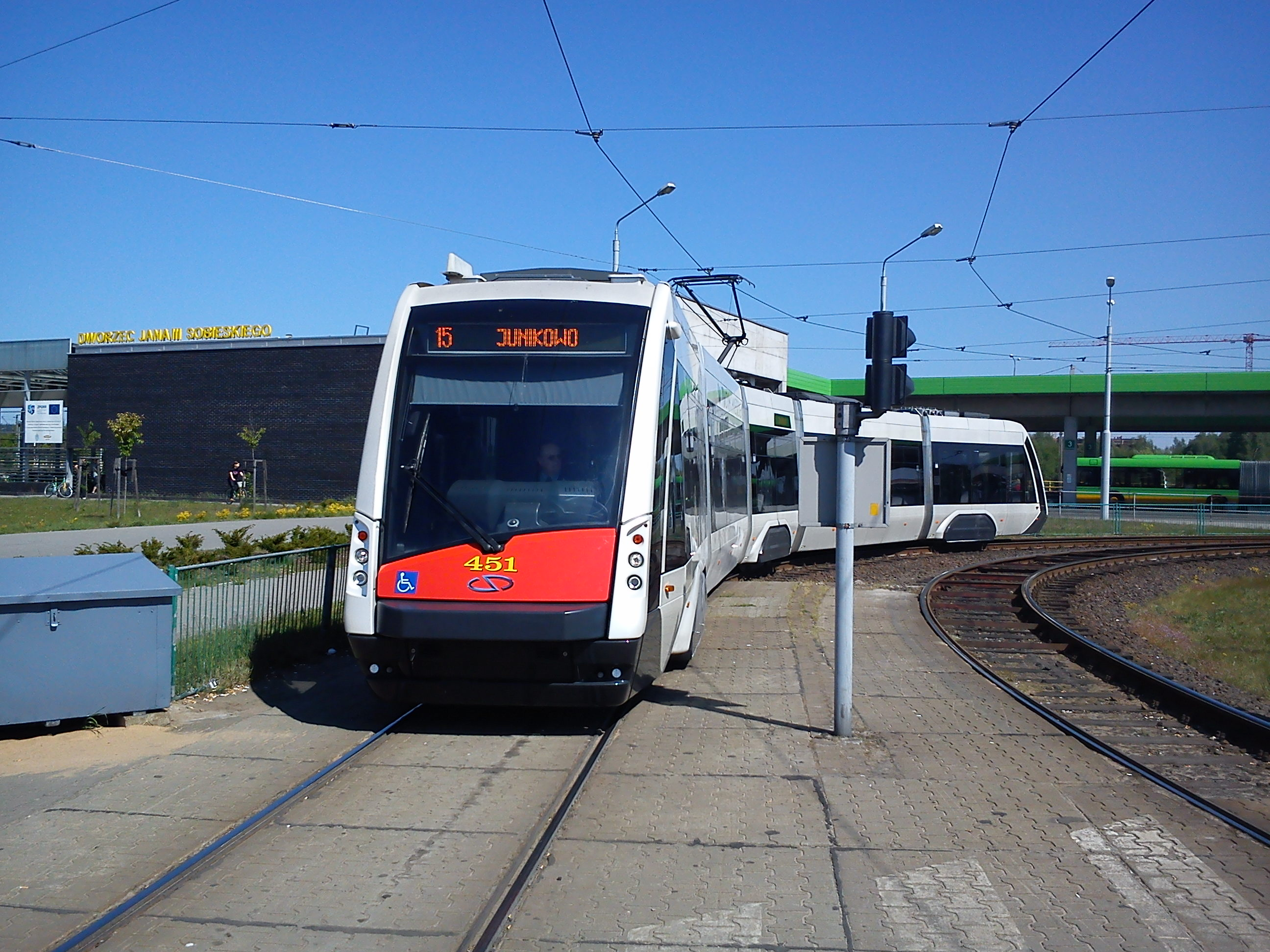
トラミーノLF32（Tramino LF32）